# Ranchette Estates, Texas
Ranchette Estates là một nơi ấn định cho điều tra dân số (CDP) thuộc quận Willacy, tiểu bang Texas, Hoa Kỳ. Năm 2010, dân số của nơi này là 152 người.

## Dân số
- Dân số năm 2000: 133 người.
- Dân số năm 2010: 152 người.